# Требеше
Требеше (на словенски: Trebeše) е село в Словения, Обално-крашки регион, община Копер. Според Националната статистическа служба на Република Словения през 2002 г. селото има 60 жители.